# Sem van Duijn
Sem van Duijn (Leiden, 18 maart 2004) is een Nederlandse voetballer die voor AZ en Jong AZ speelt.

## Loopbaan
Van Duijn werd geboren in Leiden. Hij begon met voetballen in de jeugd bij Valken '68 en K.v.v. Quick Boys. Waarna hij de stap richting Sparta Rotterdam maakte, maar weer ging spelen bij Quick Boys. Met Quick Boys bereikte Van Duijn de achtste finale van de KNVB Beker door De Graafschap en NAC Breda uit te schakelen waarna Ze naar penalties te sterk was 
Op 20 maart 2024 tekende Van Duijn zijn eerste profcontract bij AZ. Op 12 augustus 2024 in de thuiswedstrijd tegen Roda JC maakte Van Duijn zijn debuut voor Jong AZ. Hij kwam in de 74e minuut als invaller voor Jayden Addai, de wedstrijd werd met 6–1 gewonnen. Op 24 december 2024 scoorde Van Duijn zijn eerste goal in het betaalde voetbal tegen SC Cambuur (2-0 winst).
Op 13 februari 2025 maakte de Van Duijn zijn debuut voor de hoofdmacht in een Europa League- wedstrijd tegen het Turkse Galatasaray (4-1 winst). 
In het eerste seizoen van Van Duijn speelde hij voor Jong AZ 22 wedstrijden waarin hij zes keer scoorde, voor het eerste elftal speelde Van Duijn twee wedstrijden voor AZ in de Europa League.

## Statistieken
| Seizoen                         | Club              | Land           | Competitie     | Competitie | Competitie | Beker | Beker | Totaal | Totaal |
| Seizoen                         | Club              | Land           | Competitie     | Wed.       | Dlp.       | Wed.  | Dlp.  | Wed.   | Dlp.   |
| ------------------------------- | ----------------- | -------------- | -------------- | ---------- | ---------- | ----- | ----- | ------ | ------ |
| 2021/22                         | K.v.v. Quick Boys | Nederland      | Tweede divisie | 16         | 0          | 1     | 0     | 17     | 0      |
| 2022/23                         | K.v.v. Quick Boys | Nederland      | Tweede divisie | 13         | 3          | 1     | 0     | 14     | 3      |
| 2023/24                         | K.v.v. Quick Boys | Nederland      | Tweede divisie | 34         | 16         | 4     | 4     | 38     | 20     |
| 2024/25                         | Jong AZ           | Nederland      | Eerste divisie | 2          | 0          | 0     | 0     | 2      | 0      |
| Carrièretotaal                  | Carrièretotaal    | Carrièretotaal | Carrièretotaal | 65         | 19         | 6     | 4     | 71     | 23     |
| Bijgewerkt t/m 17 augustus 2024 |                   |                |                |            |            |       |       |        |        |